# 4812 Hakuhou
4812 Hakuhou este un asteroid din centura principală, descoperit pe 18 februarie 1977 de Hiroki Kosai și Kiichiro Hurukawa.